# George Stuart White
Sir George Stuart White (6. juli 1835 i Antrim— 24. juni 1912 i London) var en engelsk feltmarskal. 
White blev officer 1853, deltog i mange kolonialkrige og blev 1893 Lord Roberts efterfølger som højestbefalende i Indien. Udnævnt til generalløjtnant, tjente han derefter i generalstaben, men overtog i Boerkrigen 1899 befalingen over Tropperne i Natal. White blev indesluttet i Ladysmith og forsvarede byen, til den blev undsat i 1900. Han var senere guvernør i Gibraltar, blev feltmarskal 1903 og 1905 guvernør for invaliderne i Chelsea.